# Черішор
Черішор (рум. Cerișor) — село у повіті Хунедоара в Румунії. Входить до складу комуни Лелесе.
Село розташоване на відстані 300 км на північний захід від Бухареста, 19 км на південний захід від Деви, 132 км на південний захід від Клуж-Напоки, 117 км на схід від Тімішоари.

## Населення
За даними перепису населення 2002 року у селі проживали 123 особи, усі — румуни. Усі жителі села рідною мовою назвали румунську.